# 修化县
修化县，古县名。
隋开皇初改窟胡县置，县治在今山西省中阳县西北，属离石郡。大业末年撤销。